# Vassili Khitrovo
 (août 2019).
Si vous disposez d'ouvrages ou d'articles de référence ou si vous connaissez des sites web de qualité traitant du thème abordé ici, merci de compléter l'article en donnant les références utiles à sa vérifiabilité et en les liant à la section « Notes et références ».
Pour les articles homonymes, voir Khitrovo.
Vassili Nikolaïevitch Khitrovo (en russe : Василий Николаевич Хитрово), né en 1834 à Saint-Pétersbourg et mort en 1903 à Gatchina, était un homme d'État russe et le fondateur de la Société impériale orthodoxe de Palestine le 8 mai 1882, avec la permission de l'empereur Alexandre III.